# Dom przy ul. Piastów 5 w Nowej Rudzie
Dom przy ul. Piastów 5 w Nowej Rudzie – budynek mieszkalny trzykondygnacyjny z 1786 r., przebudowany w 1925 r. i w XX wieku, kiedy to został podwyższony i rozbudowany o oficyny. Na późnobarokowym portalu w tylnej elewacji budynku zawarte są: klucze, data 1786 i inicjały. W latach 20. XX wieku właścicielem domu był lekarz Schönwiese, stąd jego fasada została ozdobiona fryzem - reliefem, który przedstawia chorych, znajdujących pomoc u lekarza, laskę Eskulapa oraz inicjałami nazwiska Sch. Relief, zaprojektowany przez noworudzkiego nauczyciela rysunku Hermanna Grossera, wykonał kłodzki rzeźbiarz Wagner. Scenę można zatytułować Noc - dzień, choroba - zdrowie. W domu tym przez wiele lat mieszkał doktor Karol Maliszewski – poeta, prozaik, krytyk literacki. Tradycje medyczne tego miejsca podtrzymuje istniejąca tu apteka.
Przy ul. Piastów znajduje się jeszcze kilka zabytkowych domów o numerach: 1, 7, 19, 21, 23, 25, 27.